# Академічний ліцей № 15 (Кам'янське)
Академічний ліцей № 15 — спеціалізована школа економічного профілю. При ліцеї відкриті доліцейні спеціалізовані класи з поглибленим вивченням географії. Навчальний план доліцейних класів доповнено предметами за вибором учнів (алгебра, хімія, англійська мова). Курси за вибором — фінансова грамотність, уроки для сталого розвитку, курс «Людина і світ», правознавство, тощо введені з метою всебічного розвитку учнів. Значна увага приділяється впровадженню психологічних програм та проектів для школярів закладу.
Академічний ліцей — експериментальний навчальний заклад Міжнародного рівня який працює за проектом «Освіта для сталого розвитку».

## Історія
Протягом 24 років освітній заклад пройшов шлях творчого становлення та професійного зростання від загальноосвітньої школи до академічного ліцею:
- 1988 рік — середня загальноосвітня школа № 15
- 1995 рік — середня загальноосвітня авторська школа № 15 (свідоцтво про державну реєстрацію юридичної особи від 14.02.1995 р. № 1 223 120 0000 000216)
- 2004 рік — Дніпродзержинський академічний ліцей № 15 (рішення Дніпродзержинської міської ради 15 сесії XXIV скликання від 23.06.2004 р. № 358-15/XXIV)

### Інноваційний поступ академічного ліцею
- 2014 рік — Всеукраїнський конкурс «Школа 21 століття» — бронзова медаль.
- 2015 рік — Сьомий Міжнародний форум «Інноватика в сучасній освіті — 2015» — срібна медаль[2].
- 2016 рік — Міжнародна виставка-презентація «Сучасні заклади освіти — 2016» — золота медаль[3].